# César 2016

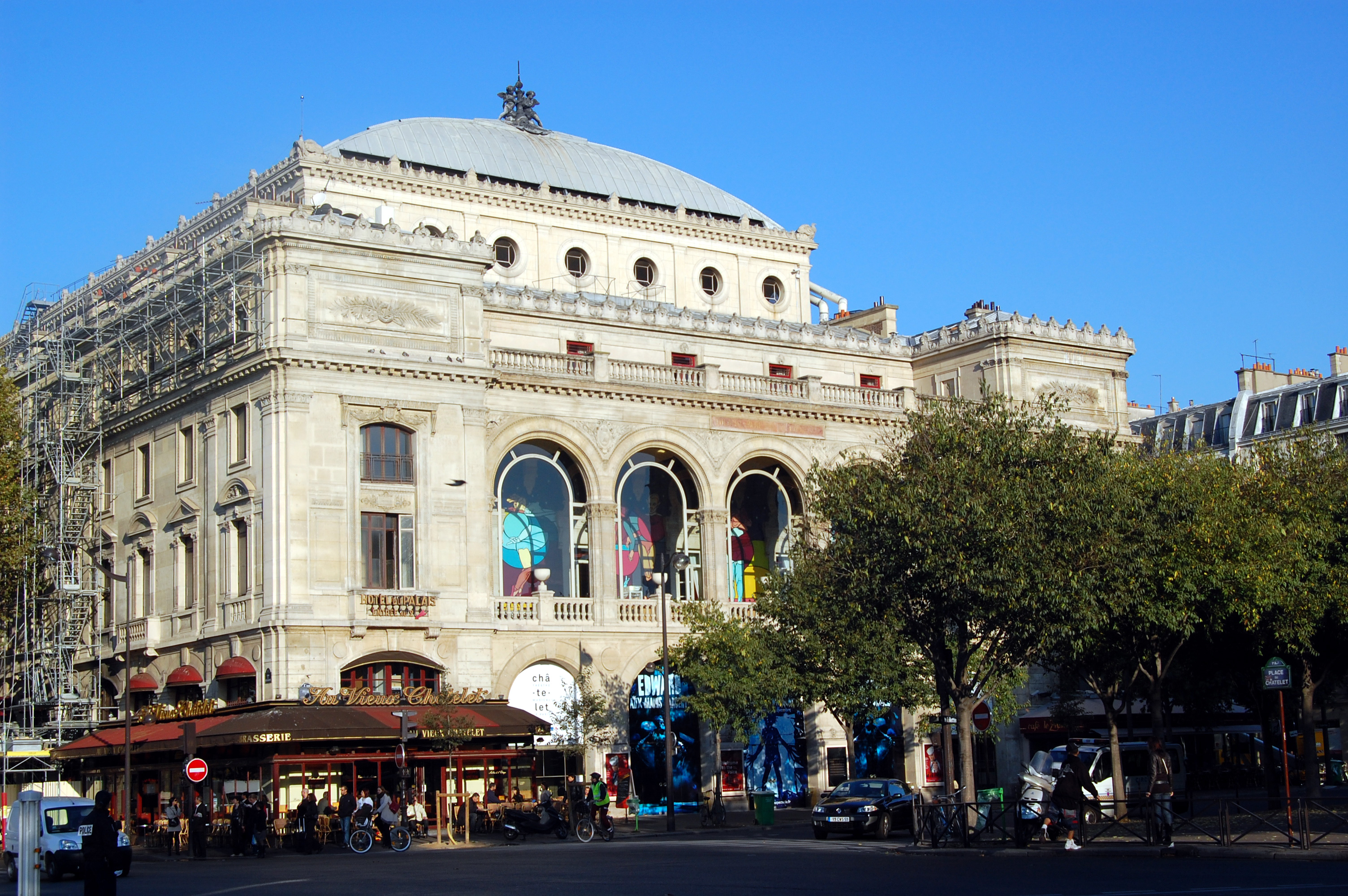
Das Pariser Théâtre du Châtelet, Veranstaltungsort der César-Verleihung

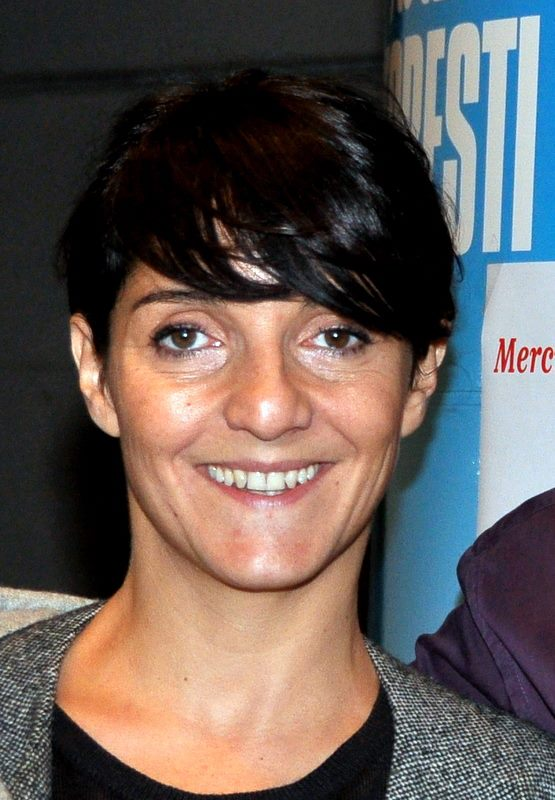
Gastgeber des Abends: Florence Foresti

Die 41. César-Verleihung fand am 26. Februar 2016 im Théâtre du Châtelet in Paris statt, die Nominierungen wurden am 27. Januar 2016 bekanntgegeben. Die von der französischen Académie des Arts et Techniques du Cinéma vergebenen Filmpreise werden in 21 Kategorien verliehen. Den jährlich wechselnden Vorsitz der Gala übernahm 2016 der französische Regisseur Claude Lelouch. Als Gastgeberin (maîtresse de cérémonie) durch den Abend führte erstmals Florence Foresti.
Die Preisverleihung wurde live vom französischen Fernsehsender Canal+ übertragen. Bereits vor der Übertragung als Gewinner fest steht der US-amerikanische Schauspieler Michael Douglas, der mit dem Ehrenpreis der französischen Filmakademie ausgezeichnet wird. Douglas hatte bereits 1988 einen Ehrencésar erhalten.

## Gewinner und Nominierte

### Bester Film („Meilleur film“)
präsentiert von Juliette Binoche
Fatima – Regie: Philippe Faucon
Dämonen und Wunder (Dheepan) – Regie: Jacques Audiard
Madame Marguerite oder die Kunst der schiefen Töne (Marguerite) – Regie: Xavier Giannoli
Mein ein, mein alles (Mon roi) – Regie: Maïwenn
Meine goldenen Tage (Trois souvenirs de ma jeunesse) – Regie: Arnaud Desplechin
Mustang – Regie: Deniz Gamze Ergüven
La tête haute – Regie: Emmanuelle Bercot
Der Wert des Menschen (La loi du marché) – Regie: Stéphane Brizé

### Beste Regie („Meilleur réalisateur“)
präsentiert von Gilles Lellouche
Arnaud Desplechin – Meine goldenen Tage (Trois souvenirs de ma jeunesse)
Jacques Audiard – Dämonen und Wunder (Dheepan)
Stéphane Brizé – Der Wert des Menschen (La loi du marché)
Xavier Giannoli – Madame Marguerite oder die Kunst der schiefen Töne (Marguerite)
Maïwenn – Mein ein, mein alles (Mon roi)
Deniz Gamze Ergüven – Mustang
Emmanuelle Bercot – La tête haute

### Beste Hauptdarstellerin („Meilleure actrice“)
präsentiert von Matthias Schoenaerts

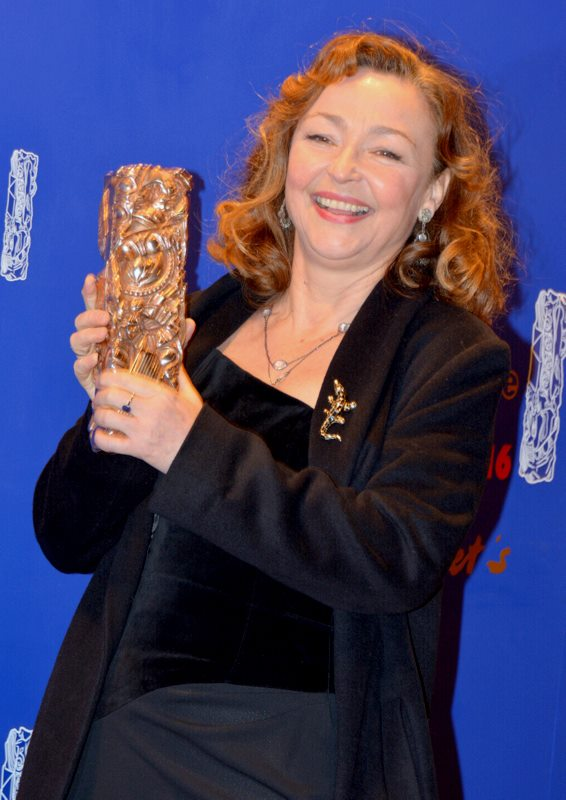
Beste Hauptdarstellerin: Catherine Frot

Catherine Frot – Madame Marguerite oder die Kunst der schiefen Töne (Marguerite)
Loubna Abidar – Much Loved
Emmanuelle Bercot – Mein ein, mein alles (Mon roi)
Cécile de France – La belle saison – Eine Sommerliebe (La Belle Saison)
Catherine Deneuve – La tête haute
Isabelle Huppert – Valley of Love – Tal der Liebe (Valley of Love)
Soria Rezoual – Fatima

### Bester Hauptdarsteller („Meilleur acteur“)
präsentiert von Emmanuelle Béart

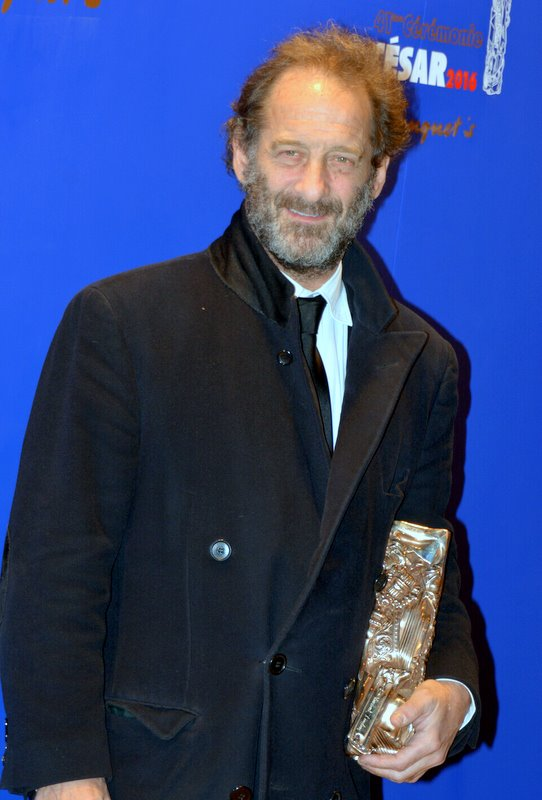
Bester Hauptdarsteller: Vincent Lindon

Vincent Lindon – Der Wert des Menschen (La loi du marché)
Jean-Pierre Bacri – La vie très privée de Monsieur Sim
Vincent Cassel – Mein ein, mein alles (Mon roi)
François Damiens – Les cowboys
Gérard Depardieu – Valley of Love – Tal der Liebe (Valley of Love)
Antonythasan Jesuthasan – Dämonen und Wunder (Dheepan)
Fabrice Luchini – L’hermine

### Beste Nebendarstellerin („Meilleure actrice dans un second rôle“)
präsentiert von Marie Gillain und Raphaël Personnaz

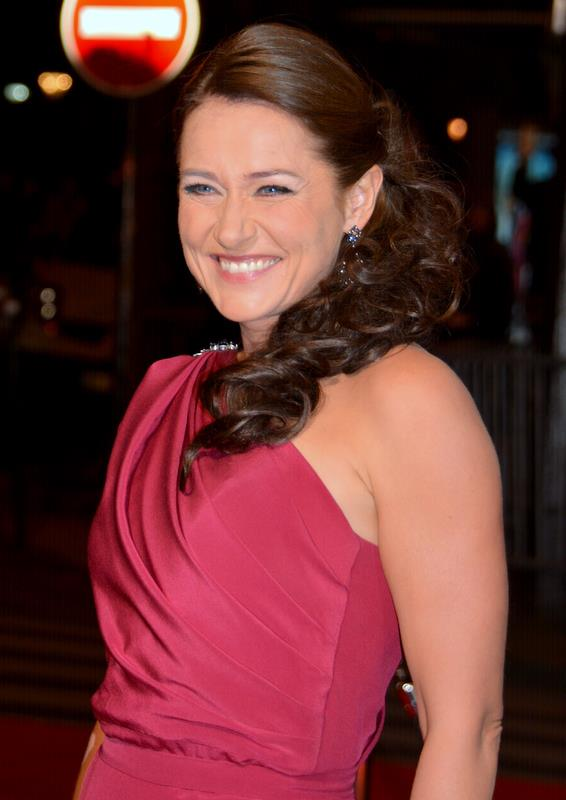
Beste Nebendarstellerin: Sidse Babett Knudsen

Sidse Babett Knudsen – L’hermine
Sara Forestier – La tête haute
Agnès Jaoui – Nur Fliegen ist schöner (Comme un avion)
Noémie Lvovsky – La belle saison – Eine Sommerliebe (La Belle Saison)
Karin Viard – 21 nuits avec Pattie

### Bester Nebendarsteller („Meilleur acteur dans un second rôle“)

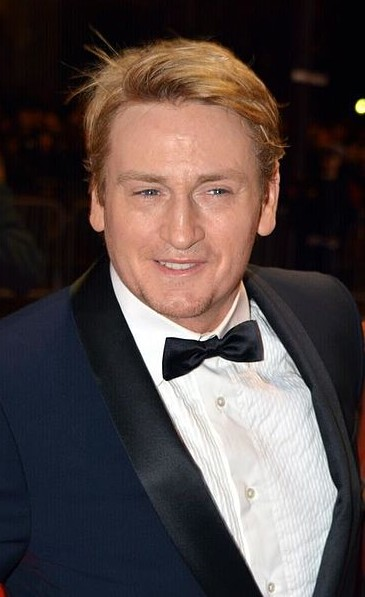
Bester Nebendarsteller: Benoît Magimel

präsentiert von Elsa Zylberstein
Benoît Magimel – La tête haute
Michel Fau – Madame Marguerite oder die Kunst der schiefen Töne (Marguerite)
Louis Garrel – Mein ein, mein alles (Mon roi)
André Marcon – Madame Marguerite oder die Kunst der schiefen Töne (Marguerite)
Vincent Rottiers – Dämonen und Wunder (Dheepan)

### Beste Nachwuchsdarstellerin („Meilleur espoir féminin“)

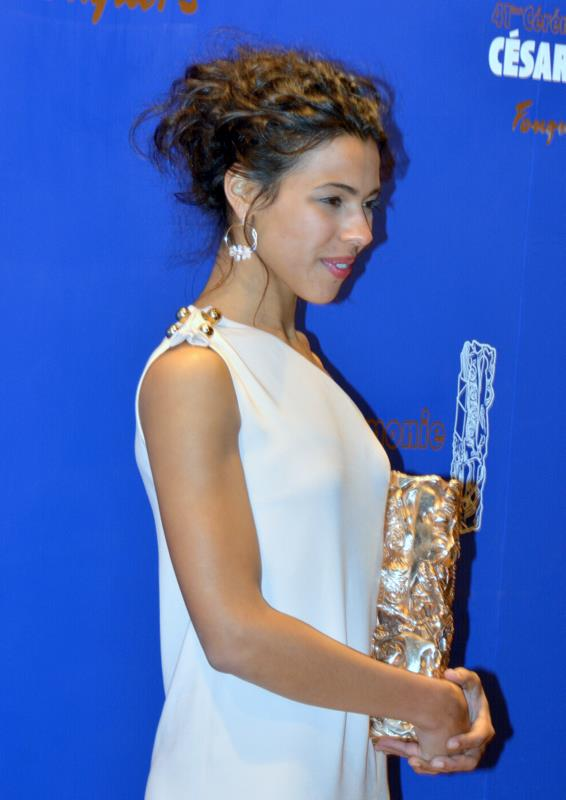
Beste Nachwuchsdarstellerin: Zita Hanrot

präsentiert von Carole Bouquet
Zita Hanrot – Fatima
Lou Roy-Lecollinet – Meine goldenen Tage (Trois souvenirs de ma jeunesse)
Diane Rouxel – La tête haute
Sara Giraudeau – Les bêtises
Camille Cottin – Harry Me! The Royal Bitch of Buckingham (Connasse, princesse des cœurs)

### Bester Nachwuchsdarsteller („Meilleur espoir masculin“)

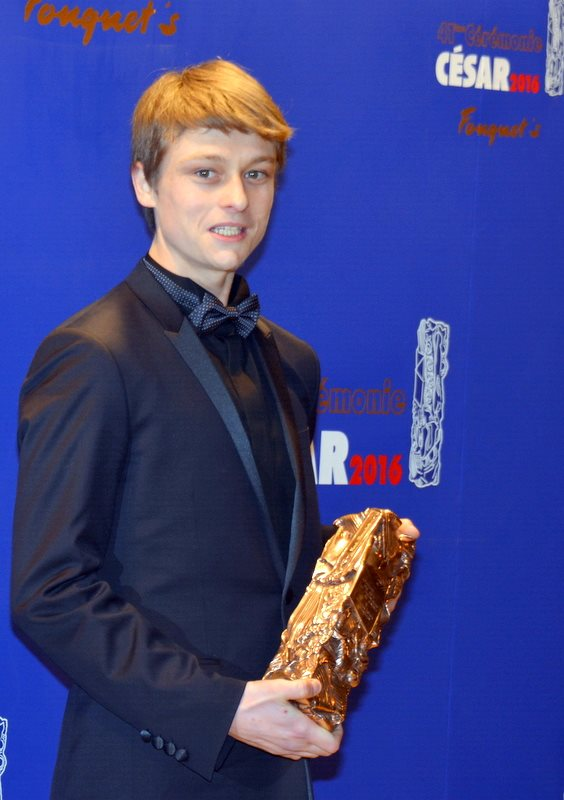
Bester Nachwuchsdarsteller: Rod Paradot

präsentiert von Louane
Rod Paradot – La tête haute
Swann Arlaud – Les anarchistes
Quentin Dolmaire – Meine goldenen Tage (Trois souvenirs de ma jeunesse)
Félix Moati – À trois on y va
Finnegan Oldfield – Les cowboys

### Beste Kamera („Meilleure photographie“)
präsentiert von Déborah François
Christophe Offenstein – Valley of Love – Tal der Liebe (Valley of Love)
Éponine Momenceau – Dämonen und Wunder (Dheepan)
Glynn Speeckaert – Madame Marguerite oder die Kunst der schiefen Töne (Marguerite)
David Chizallet, Ersin Gök – Mustang
Irina Lubtchansky – Meine goldenen Tage (Trois souvenirs de ma jeunesse)

### Bester Schnitt („Meilleur montage“)
präsentiert von Jérôme Commandeur
Mathilde Van de Moortel – Mustang
Juliette Welfling – Dämonen und Wunder (Dheepan)
Cyril Nakache – Madame Marguerite oder die Kunst der schiefen Töne (Marguerite)
Simon Jacquet – Mein ein, mein alles (Mon roi)
Laurence Briaud – Meine goldenen Tage (Trois souvenirs de ma jeunesse)

### Bestes Originaldrehbuch („Meilleur scénario original“)
präsentiert von Patrick Bruel
Deniz Gamze Ergüven, Alice Winocour – Mustang
Jacques Audiard, Thomas Bidegain, Noé Debré – Dämonen und Wunder (Dheepan)
Xavier Giannoli – Madame Marguerite oder die Kunst der schiefen Töne (Marguerite)
Emmanuelle Bercot, Marcia Romano – La tête haute
Arnaud Desplechin, Julie Peyr – Meine goldenen Tage (Trois souvenirs de ma jeunesse)

### Bestes adaptiertes Drehbuch („Meilleure adaptation“)
präsentiert von Zabou Breitman und Pierre Deladonchamps
Philippe Faucon – Fatima
David Oelhoffen, Frédéric Tellier – L’affaire SK1
Samuel Benchetrit – Wir sind alle Astronauten (Asphalte)
Vincent Garenq, Stéphane Cabel – L’enquête
Benoît Jacquot, Hélène Zimmer – Tagebuch einer Kammerzofe (Journal d’une femme de chambre)

### Beste Filmmusik („Meilleure musique originale“)
präsentiert von Christopher Lambert und Eric Serra
Warren Ellis – Mustang
Raphael – Les cowboys
Ennio Morricone – En mai, fais ce qu’il te plaît
Stephen Warbeck – Mein ein, mein alles (Mon roi)
Grégoire Hetzel – Meine goldenen Tage (Trois souvenirs de ma jeunesse)

### Bester Ton („Meilleur son“)
präsentiert von Audrey Lamy
François Musy, Gabriel Hafner – Madame Marguerite oder die Kunst der schiefen Töne (Marguerite)
Daniel Sobrino, Valérie Deloof, Cyril Holtz – Dämonen und Wunder (Dheepan)
Nicolas Provost, Agnès Ravez, Emmanuel Croset – Mein ein, mein alles (Mon roi)
Ibrahim Gök, Damien Guillaume, Olivier Goinard – Mustang
Nicolas Cantin, Sylvain Malbrant, Stéphane Thiébaut – Meine goldenen Tage (Trois souvenirs de ma jeunesse)

### Bestes Szenenbild („Meilleurs décors“)
präsentiert von Jonathan Cohen
Martin Kurel – Madame Marguerite oder die Kunst der schiefen Töne (Marguerite)
Michel Barthélémy – Dämonen und Wunder (Dheepan)
Katia Wyszkop – Tagebuch einer Kammerzofe (Journal d’une femme de chambre)
Jean Rabasse – L’odeur de la mandarine
Toma Baquéni – Meine goldenen Tage (Trois souvenirs de ma jeunesse)

### Beste Kostüme („Meilleurs costumes“)
präsentiert von Grégoire Ludig und David Marsais
Pierre-Jean Larroque – Madame Marguerite oder die Kunst der schiefen Töne (Marguerite)
Anaïs Romand – Tagebuch einer Kammerzofe (Journal d’une femme de chambre)
Selin Sözen – Mustang
Catherine Leterrier – L’odeur de la mandarine
Nathalie Raoul – Meine goldenen Tage (Trois souvenirs de ma jeunesse)

### Bester Erstlingsfilm („Meilleur premier film“)
präsentiert von Jean-Hugues Anglade
Mustang – Regie: Deniz Gamze Ergüven
L’affaire SK1 – Regie: Frédéric Tellier
Les cowboys – Regie: Thomas Bidegain
Ni le ciel ni la terre – Regie: Clément Cogitore
Nous trois ou rien – Regie: Kheiron Tabib

### Bester Animationsfilm („Meilleur film d’animation“)
präsentiert von Hippolyte Girardot
Der Kleine Prinz (The Little Prince) – Regie: Mark Osborne (Langfilm)

Das Sonntagsessen (Le repas dominical) – Regie: Céline Devaux (Kurzfilm)
Adama – Regie: Simon Rouby (Langfilm)
April und die außergewöhnliche Welt (Avril et le monde truqué) – Regie: Christian Desmares, Franck Ekinci (Langfilm)
La nuit américaine d’Angélique – Regie: Pierre-Emmanuel Lyet, Joris Clerté (Kurzfilm)
Sous tes doigts – Regie: Marie-Christine Courtès (Kurzfilm)
Tigres à la queue leu leu – Regie: Benoît Chieux (Kurzfilm)

### Bester Dokumentarfilm („Meilleur film documentaire“)
präsentiert von Karidja Touré und Guillaume Gouix
Demain – Regie: Cyril Dion, Mélanie Laurent
Le bouton de nacre – Regie: Patricio Guzmán
Cavanna jusqu’à l’ultime seconde, j’écrirai – Regie: Denis Robert, Nina Robert
L’image manquante – Regie: Rithy Panh
Une jeunesse allemande – Regie: Jean-Gabriel Périot

### Bester Kurzfilm („Meilleur film de court-métrage“)
präsentiert von Nicolas Duvauchelle
La contre-allée – Regie: Cécile Ducrocq
Le dernier des Céfrans – Regie: Pierre-Emmanuel Urcun
Essaie de mourir jeune – Regie: Morgan Simon
Guy Môquet – Regie: Demis Herenger
Mon héros – Regie: Sylvain Desclous

### Bester ausländischer Film („Meilleur film étranger“)
präsentiert von Kristin Scott Thomas
Birdman oder (Die unverhoffte Macht der Ahnungslosigkeit) (Birdman or (The Unexpected Virtue of Ignorance)), Vereinigte Staaten – Regie: Alejandro González Iñárritu
Son of Saul (Saul fia), Ungarn – Regie: László Nemes
Ich bin tot, macht was draus! (Je suis mort mais j’ai des amis), Belgien – Regie: Guillaume Malandrin, Stéphane Malandrin
Mia Madre, Italien – Regie: Nanni Moretti
Taxi Teheran (Taxi), Iran – Regie: Jafar Panahi
Das brandneue Testament (Le tout nouveau testament), Belgien – Regie: Jaco Van Dormael
Ewige Jugend (Youth), Italien – Regie: Paolo Sorrentino

## Ehrenpreis („César d’honneur“)
präsentiert von Claude Lelouch
Michael Douglas – US-amerikanischer Schauspieler